# Klaus Häcker
Klaus Häcker (* 30. Juni 1941 in Altlandsberg) ist ein ehemaliger deutscher Handballspieler und -trainer.

## Leben
Häcker spielte aktiv Handball auf dem Großfeld und in der Halle von 1949 bis 2001. 1955 wurde er Bezirksmeister im Kunstradfahren. 1955/56 war er DDR-Auswahlspieler der B-Jugend, wurde 1957 Berliner Meister mit Lok Lichtenberg und spielte bei der ASG Vorwärts Karpin während seiner Wehrdienstzeit von 1964 bis 1965 in der DDR-Oberliga als Spielertrainer. Er war Leistungsstützpunkttrainer für die ASG Vorwärts Strausberg von 1970 bis 1992 und Bezirksauswahltrainer Frankfurt/Oder von 1970 bis 1990. Er delegierte in dieser Zeit 28 Mädchen und 15 Jungen zur Kinder- und Jugendsportschule Frankfurt/Oder. Darunter waren fünf spätere DDR- bzw. Deutsche Meisterinnen, drei Europapokalsiegerinnen und Nationalspielerinnen. Er ist Träger des DTSB-Ehrenabzeichens des DTSB und DHV in Bronze, Silber und Gold sowie der Ehrennadel des Handballverbandes Brandenburg in Gold. Seit 1999 ist er Trainer der Einradtruppe Fredersdorf der Abteilung Breitensport beim KSB MOL e. V., mit der er 2007 die größte Mühle der Welt auf dem Einrad aufstellte, deren Eintrag das Guinnessbuch der Rekorde allerdings ablehnte. Noch heute arbeitet er sehr erfolgreich als Handballtrainer im Nachwuchsbereich in Fredersdorf bei Berlin.

## Erfolge
- 1970 Gold beim Pionierpokal in Weißwasser mit Hans-Georg Beyer
- 1985 Bronze bei der Spartakiade mit der AK 13 weiblich
- 1988 Gold beim DHV-Pokal mit der AK 12 weiblich
- 1989 Gold bei der DDR-Spartakiade mit der AK 13 weiblich
- 2006 Ehrennadel des LSB Brandenburg in Gold

| Personendaten    | Personendaten                          |
| ---------------- | -------------------------------------- |
| NAME             | Häcker, Klaus                          |
| KURZBESCHREIBUNG | deutscher Handballspieler und -trainer |
| GEBURTSDATUM     | 30. Juni 1941                          |
| GEBURTSORT       | Altlandsberg                           |